# Giao tiếp
Giao tiếp thường được định nghĩa là sự truyền tải thông tin. Hiện chưa có thống nhất về định nghĩa chính xác của thuật ngữ, đồng thời có nhiều tranh cãi về việc giao tiếp có bao hàm cả truyền tải vô ý thức hoặc thất bại hay không, cũng như việc giao tiếp có vừa truyền tải và vừa tạo ra ngữ nghĩa hay không. Mô hình truyền thông là mô tả ngắn gọn về các thành phần chính của giao tiếp và sự tương tác giữa chúng. Ý tưởng có trong nhiều mô hình truyền thông là người gửi sử dụng một hệ thống mã hiệu để diễn đạt thông tin dưới hình thức thông điệp. Thông điệp sau đó được chuyển qua một kênh đến người nhận và người này phải hiểu được thông điệp bằng cách giải mã. Lĩnh vực tra vấn chính tìm hiểu về giao tiếp được gọi là nghiên cứu truyền thông.
Một cách thức phân loại giao tiếp phổ biến dựa vào việc thông tin được trao đổi giữa con người với nhau, giữa cá thể những loài vật khác hay thực thể phi sự sống như máy tính. Đối với giao tiếp ở người, có hai hình thái đối lập quan trọng là giao tiếp ngôn ngữ và phi ngôn ngữ. Giao tiếp ngôn ngữ là trao đổi thông tin dưới hình thức ngôn ngữ, bao gồm thông điệp nói và viết cùng với ngôn ngữ ký hiệu. Giao tiếp phi ngôn ngữ xảy ra mà không có hệ thống ngôn ngữ nào hiện diện, chẳng hạn như dùng ngôn ngữ cơ thể, tiếp xúc và biểu cảm khuôn mặt. Một sự phân biệt quan trọng khác là giữa giao tiếp liên cá nhân, tức là giao tiếp giữa nhiều cá nhân khác nhau, và giao tiếp nội tâm, tức giao tiếp với chính mình. Năng lực giao tiếp là khả năng giao tiếp tốt, áp dụng cho kỹ năng hình thành và hiểu biết thông điệp.
Giao tiếp ở động vật và thực vật là hai trong những hình thức giao tiếp phi con người. Các nhà nghiên cứu trong phạm vi này thường điều chỉnh lại định nghĩa về hành vi giao tiếp qua việc đưa vào tiêu chí rằng phải có sự hiện diện phản ứng quan sát được và mọi bên tham gia cần được hưởng lợi từ việc trao đổi đó. Giao tiếp ở động vật được ứng dụng ở các lĩnh vực như tán tỉnh và giao phối, quan hệ giữa bố mẹ và con non, điều hướng và tự vệ. Giao tiếp qua chất hóa học là đặc biệt quan trọng đối với những loài thực vật tương đối bất động. Ví dụ, cây phong thoát ra không khí cái gọi là hợp chất hữu cơ dễ bay hơi để cảnh báo thực vật khác khi sắp có động vật ăn cỏ tấn công. Phần lớn giao tiếp diễn ra giữa nhiều cá thể cùng loài, bởi mục đích của giao tiếp thường là cộng tác dưới hình thức nào đó nhưng sự cộng tác ít khi xuất hiện giữa các loài khác nhau. Giao tiếp khác loài xảy ra chủ yếu trong quan hệ cộng sinh. Chẳng hạn, nhiều loài hoa lấy hình dạng đối xứng và màu sắc đặc trưng để báo hiệu cho côn trùng rằng mật hoa nằm ở đâu. Con người tham gia giao tiếp khác loài khi tương tác với vật cưng và súc vật lao động.
Giao tiếp ở người có lịch sử trải dài hàng thiên niên kỷ và cách thức con người trao đổi thông tin đã có nhiều thay đổi theo thời gian đi cùng với sự ra đời và phát triển của các công nghệ truyền thông mới, chẳng hạn như phát minh hệ chữ viết, in hàng loạt, radio, truyền hình và internet. Những bước tiến công nghệ cũng kéo theo các loại hình giao tiếp mới xuất hiện, ví dụ như trao đổi dữ liệu giữa nhiều máy tính với nhau.

## Định nghĩa
Giao tiếp là từ Hán-Việt đọc từ chữ Hán 交接; jiāojiē với nghĩa đen là 'tiếp xúc với nhau'. Từ communication 'giao tiếp' trong tiếng Anh có nguồn gốc từ động từ tiếng Latinh communicare, mang nghĩa 'chia sẻ' hoặc 'làm thành của chung'. Giao tiếp thường được hiểu là việc truyền tải thông tin: một thông điệp được truyền đạt từ người gửi đến người nhận bằng một phương tiện nào đó, chẳng hạn như âm thanh, chữ viết, chuyển động cơ thể hoặc điện. Người gửi và người nhận thường là cá nhân phân biệt nhưng một cá nhân cũng có thể giao tiếp với chính mình. Trong một số trường hợp, người gửi và người nhận là nhóm thay vì cá nhân, ví dụ như tổ chức, giai cấp hoặc quốc gia. Ở một phương diện khác, thuật ngữ giao tiếp có thể chỉ thông điệp đang được truyền tải hoặc một lĩnh vực tra vấn nghiên cứu các hiện tượng giao tiếp.
Đặc điểm chính xác của giao tiếp là vấn đề còn tranh cãi. Nhiều học giả đã đưa ra quan điểm rằng một định nghĩa duy nhất khó có thể phản ánh hết nội hàm của thuật ngữ này, bởi nó được áp dụng cho nhiều hiện tượng đa dạng ở nhiều ngữ cảnh khác nhau, đôi lúc với ý nghĩa khác biệt đi một chút. Vấn đề về mặt định nghĩa có tác động đến quá trình nghiên cứu ở nhiều mức độ, chẳng hạn như có những hiện tượng thực nghiệm nào quan sát được, chúng được phân loại ra sao, những giả thuyết hay định luật nào được hình thành và các lý thuyết hệ thống dựa vào những bước trên được trình bày như thế nào.
Một số định nghĩa có phạm vi rộng, bao hàm cả hành vi vô thức và phi con người. Dưới một định nghĩa rộng, nhiều động vật giao tiếp với cá thể khác cùng loài với mình và hoa cũng giao tiếp bằng cách báo hiệu vị trí mật hoa cho ong qua màu sắc và hình dạng. Các định nghĩa khác chỉ xem giao tiếp là tương tác có ý thức giữa con người với nhau. Một số cách tiếp cận tập trung vào việc vận dụng biểu tượng và ký hiệu còn số khác nhấn mạnh vai trò của thông hiểu, tương tác, năng lực hoặc sự truyền tải quan niệm. Nhiều cách mô tả xem ý hướng truyền đi thông điệp của người giao tiếp là thành phần trọng tâm. Dưới góc nhìn này, truyền tải thông tin là chưa đủ để cấu thành giao tiếp nếu việc này xảy ra một cách vô ý thức. Một hình thái của góc nhìn đó do nhà triết học Paul Grice đưa ra, cho rằng giao tiếp có thể coi là hành động hướng đến làm cho người nhận nhận thức được ý hướng của người giao tiếp. Một câu hỏi liên quan với vấn đề này là liệu giao tiếp có nên chỉ xem là truyền tải thông tin thành công hay không. Chẳng hạn, sự méo dạng có thể khiến thông điệp thực tế bị biến đổi khác đi so với ý định ban đầu. Một vấn đề mật thiết với câu hỏi trên là liệu hành động lừa dối cố ý có cấu thành nên giao tiếp hay không.
Theo định nghĩa phạm vi rộng từ nhà phê bình văn học I. A. Richards, giao tiếp xảy ra khi một tâm trí hành động trên môi trường của nó để truyền tải kinh nghiệm từ chính nó sang tâm trí khác. Một cách hiểu khác do hai nhà lý thuyết truyền thông Claude Shannon và Warren Weaver đưa ra, xem giao tiếp là sự truyền tải thông tin do nhiều thành phần tương tác với nhau mang lại, chẳng hạn như nguồn, thông điệp, bên mã hóa, kênh, bên giải mã và bên nhận. Góc nhìn trên bị góc nhìn giao dịch và tổ chức bác bỏ, khi chúng xem giao tiếp không chỉ liên quan đến truyền tải thông tin mà còn là sự tạo thành ngữ nghĩa. Quan điểm giao dịch và tổ chức cho rằng giao tiếp định hình kinh nghiệm của bên tham gia qua việc hình thành ý tưởng về thế giới và am hiểu hoàn cảnh của mình cũng như chính mình. Các nhà nghiên cứu giao tiếp ở động vật và thực vật tập trung ít hơn vào mặt tạo thành ngữ nghĩa và thường định nghĩa hành vi giao tiếp dựa trên một vài yếu tố khác, ví dụ như việc đóng vai trò có ích cho sự sinh tồn và sinh sản, hay việc có một phản hồi quan sát được.

## Mô hình truyền thông
Mô hình truyền thông (còn gọi là mô hình giao tiếp) là miêu tả mang tính khái niệm về quá trình giao tiếp. Mục tiêu của chúng là cung cấp thông tin tổng quan về các thành phần của giao tiếp một cách đơn giản, giúp các nhà nghiên cứu dễ dàng thiết lập giả thuyết, áp dụng những khái niệm liên quan vào thực tế và kiểm định dự đoán. Với cách trình bày tối giản, mô hình truyền thông có thể bị thiếu đi độ phức tạp khái niệm cần có nhằm hiểu biết mọi khía cạnh cốt lõi của giao tiếp một cách toàn diện. Những mô hình như vậy thường được biểu diễn trực quan dưới dạng sơ đồ thể hiện các thành phần cơ bản và tương tác giữa chúng.
Mô hình truyền thông thường được phân loại theo trường hợp áp dụng và cách hiểu của chúng về giao tiếp. Một số mô hình có tính tổng quát ở chỗ chúng được thiết kế để áp dụng cho mọi hình thái giao tiếp. Các mô hình chuyên biệt nhắm đến mô tả một vài hình thái cụ thể, chẳng hạn như mô hình giao tiếp đại chúng.
Một cách thức phân loại giao tiếp có tầm ảnh hưởng lớn là phân biệt giữa mô hình truyền thông tuyến tính, mô hình tương tác và mô hình giao dịch. Mô hình truyền thông tuyến tính tập trung vào cách một người gửi truyền tải thông tin đến người nhận. Chúng được gọi là tuyến tính bởi dòng chảy thông tin này chỉ đi theo một chiều duy nhất. Trái lại, mô hình tương tác có sự xuất hiện của một vòng lặp phản hồi. Phản hồi là cần có để mô tả nhiều hình thái giao tiếp, chẳng hạn như một cuộc hội thoại, ở đó người nghe có thể phản hồi người nói qua việc bày tỏ quan điểm của mình hoặc yêu cầu làm rõ hơn ý vừa nói. Mô hình tương tác phản ánh quy trình này dưới dạng giao tiếp hai chiều trong đó người giao tiếp lần lượt gửi đi và nhận lại thông điệp lẫn nhau. Mô hình giao dịch được cải tiến trên cơ sở đó nhờ cho phép các bên gửi và nhận cùng lúc. Sự thay đổi này là cần thiết để diễn đạt cách mà người nghe có thể đưa ra phản hồi trong hội thoại trực tiếp khi người kia đang nói, chẳng hạn như phản hồi phi ngôn ngữ bằng tư thế và biểu cảm khuôn mặt. Mô hình giao dịch cũng quan niệm rằng ngữ nghĩa được tạo thành qua giao tiếp và không tồn tại độc lập với giao tiếp.

Mô hình truyền thông Lasswell, dựa trên năm câu hỏi ứng với năm thành phần cơ bản

Tất cả các mô hình truyền thông đầu tiên, phát triển vào giữa thế kỷ 20, là mô hình truyền thông tuyến tính. Ví dụ, mô hình Lasswell dựa trên năm câu hỏi cơ bản: "Ai?", "Nói gì?", "Qua kênh nào?", "Đến ai?" và "Có tác dụng gì?". Những câu hỏi này nhằm mục tiêu nhận diện các thành phần cơ bản trong quá trình giao tiếp: người gửi, thông điệp, kênh, người nhận và tác dụng. Mô hình Lasswell ban đầu hình thành dưới hình thức mô hình giao tiếp đại chúng nhưng cũng đã được áp dụng ở các lĩnh vực khác. Một số nhà lý thuyết truyền thông như Richard Braddock đã mở rộng mô hình qua các câu hỏi bổ sung như "Dưới những điều kiện nào?" và "Với mục đích gì?".

Mô hình truyền thông Shannon–Weaver, tập trung vào cách chuyển đổi một thông điệp sang tín hiệu rồi trở lại thành thông điệp

Một mô hình truyền thông tuyến tính quan trọng khác là mô hình Shannon–Weaver. Mô hình này dựa trên ý tưởng rằng một nguồn sẽ tạo ra thông điệp, sau đó một vật truyền tin chuyển đổi thông điệp thành tín hiệu. Tiếng ồn có thể xen vào và làm nhiễu tín hiệu. Ngay khi tới bên nhận, tín hiệu được chuyển đổi trở lại thành thông điệp và đi vào nơi đến. Đối với cuộc gọi điện thoại cố định, người gọi là nguồn phát và điện thoại người gọi là vật truyền tin. Vật truyền tin chuyển đổi thông điệp sang một tín hiệu điện di chuyển qua đường dây, vốn đóng vai trò là kênh. Người nhận cuộc gọi là nơi đến và điện thoại người nhận là bên nhận. Trong mô hình Shannon–Weaver có phần nhắc đến chi tiết về cách thức gây nhiễu tín hiệu từ tiếng ồn, cùng với cách đạt được giao tiếp thành công kể cả khi có tiếng ồn xuất hiện qua việc làm cho thông điệp dư ra một phần để nó luôn luôn giải mã được. Mô hình Gerbner và mô hình Berlo là hai trong số những mô hình truyền thông tuyến tính tiêu biểu khác.

Mô hình truyền thông Schramm, tập trung vào quy trình mã hóa, giải mã và phản hồi

Mô hình tương tác đầu tiên do nhà lý thuyết truyền thông Wilbur Schramm phát triển. Ông nêu rằng giao tiếp bắt đầu khi một nguồn có ý tưởng và diễn giải nó dưới dạng thông điệp. Quá trình này được gọi là mã hóa và xảy ra nhờ một mã hiệu, tức là một hệ thống ký hiệu có khả năng diễn đạt được ý tưởng đó, chẳng hạn như qua ký hiệu trực quan hoặc âm thanh. Thông điệp sau đó được gửi đến bên nhận, là phía sẽ phải giải mã và dịch ra để hiểu được nó. Tiếp theo, bên nhận hình thành ý tưởng của riêng mình, mã hóa nó thành thông điệp và gửi trở lại như một hình thức phản hồi. Một điểm mới khác của mô hình truyền thông Schramm là sự cần thiết phải tồn tại kinh nghiệm trước đó để có thể mã hóa và giải mã thông điệp. Để giao tiếp thành công, phạm vi kinh nghiệm của nguồn và bên nhận phải có điểm chung với nhau.
Mô hình giao dịch đầu tiên do nhà lý thuyết truyền thông Dean Barnlund khởi xướng vào năm 1970. Ông xem giao tiếp là "tạo ra ngữ nghĩa, thay vì tạo ra thông điệp". Mục tiêu của mô hình là giảm đi sự không chắc chắn và tiến đến hiểu biết chung. Theo đó, giao tiếp xảy ra như là phản ứng với các dấu hiệu bên ngoài và bên trong. Giải mã là quá trình gán ngữ nghĩa cho chúng còn mã hóa phản hồi lại bằng cách chủ yếu tạo ra các dấu hiệu hành vi mới.

## Ở người
Có nhiều hình thái giao tiếp ở người. Một đặc điểm phân biệt chủ chốt là ngôn ngữ có được dùng trong giao tiếp hay không, tức là so sánh giữa giao tiếp ngôn ngữ và phi ngôn ngữ. Đặc điểm phân biệt thứ hai là việc một người giao tiếp với người khác hay chính mình, tức là so sánh giữa giao tiếp liên cá nhân và giao tiếp nội tâm. Các hình thái giao tiếp ở người còn được phân loại theo kênh giao tiếp hoặc phương tiện được sử dụng để truyền tải thông điệp. Lĩnh vực nghiên cứu giao tiếp ở người được gọi là ký hiệu học nhân học (anthroposemiotics).

### Ngôn ngữ
Giao tiếp ngôn ngữ là sự trao đổi thông tin ở dạng ngôn ngữ học, tức là bằng ngôn ngữ. Theo cách dùng thông dụng, giao tiếp ngôn ngữ đôi khi chỉ bao gồm giao tiếp bằng giọng nói và không bao gồm ngôn ngữ chữ viết hay ký hiệu. Tuy nhiên, ở bối cảnh học thuật, thuật ngữ thường được sử dụng theo nghĩa rộng hơn, bao hàm bất kỳ hình thức giao tiếp ngôn ngữ học nào kể cả giọng nói, chữ viết hoặc cử chỉ. Một vài thách thức khi phân biệt giữa giao tiếp ngôn ngữ và phi ngôn ngữ bắt nguồn từ khó khăn trong việc xác định ngôn ngữ chính xác có nghĩa là gì. Ngôn ngữ thường được hiểu là một hệ quy ước các biểu tượng và quy tắc được sử dụng trong giao tiếp. Cơ sở của những hệ thống đó là từ một tập hợp các đơn vị ngữ nghĩa đơn giản vốn có thể được kết hợp để biểu thị ý niệm phức tạp hơn. Các quy tắc kết hợp đơn vị thành cụm ghép được gọi là ngữ pháp. Từ được kết hợp lại để tạo thành câu.
Không giống như giao tiếp ở động vật, điểm đặc thù của ngôn ngữ loài người nằm ở độ phức tạp và khả năng diễn đạt. Ngôn ngữ loài người có thể dùng để chỉ những đối tượng cụ thể ở thời gian ngay trước mắt hay đối tượng xa cách về không gian và thời gian cũng như cả những ý niệm trừu tượng. Con người có thiên hướng lĩnh hội ngôn ngữ mẹ đẻ của mình từ những năm đầu đời một cách tự nhiên. Họ cũng có thể học thêm những ngôn ngữ khác làm ngôn ngữ thứ hai ở giai đoạn về sau trong cuộc đời. Song, quá trình này kém tự phát hơn và thường không khiến một người đạt được năng lực ngoại ngữ tương đương. Môn học thuật nghiên cứu về ngôn ngữ được gọi là ngôn ngữ học, với các phân môn bao gồm ngữ nghĩa học (nghiên cứu về ngữ nghĩa), hình thái học (nghiên cứu về sự hình thành các từ), cú pháp học (nghiên cứu về cấu trúc câu), ngữ dụng học (nghiên cứu về sử dụng ngôn ngữ) và ngữ âm học (nghiên cứu về các âm thanh cơ bản).
Một sự phân biệt chủ chốt ở phạm vi các ngôn ngữ là giữa ngôn ngữ tự nhiên và ngôn ngữ được xây dựng hay ngôn ngữ nhân tạo. Ngôn ngữ tự nhiên như tiếng Anh, tiếng Tây Ban Nha, tiếng Nhật và tiếng Việt được phát triển tự nhiên và phần lớn không theo kế hoạch nào trong suốt chiều dài lịch sử. Ngôn ngữ nhân tạo như Esperanto, Quenya, C++ và ngôn ngữ logic bậc nhất được thiết kế có chủ đích từ đầu đến cuối. Hầu hết giao tiếp ngôn ngữ hằng ngày diễn ra thông qua ngôn ngữ tự nhiên. Các hình thái giao tiếp ngôn ngữ trọng tâm là nói và viết đi cùng với nghe và đọc. Ngôn ngữ nói sử dụng âm thanh để tạo ra ký hiệu và truyền tải ngữ nghĩa, trong khi với chữ viết thì ký hiệu được ghi trực tiếp lên bề mặt. Ngôn ngữ ký hiệu, ví dụ như ngôn ngữ ký hiệu Mỹ và ngôn ngữ ký hiệu Việt Nam, là một hình thái giao tiếp ngôn ngữ khác. Chúng phụ thuộc vào các phương thức trực quan, phần lớn bằng cử chỉ với bàn tay và cánh tay, để hình thành câu và truyền đạt ngữ nghĩa.
Giao tiếp ngôn ngữ phục vụ nhiều chức năng khác nhau. Một chức năng quan trọng là trao đổi thông tin, tức là người nói cố gắng làm cho người nghe nhận thức một cái gì đó, thường là từ sự kiện bên ngoài. Tuy nhiên ngôn ngữ cũng có thể được dùng để bày tỏ cảm nghĩ và thái độ của người nói. Một vai trò mật thiết với nó là thiết lập và duy trì quan hệ xã hội với người khác. Giao tiếp ngôn ngữ còn được vận dụng để phối hợp hành vi của một người với người khác và gây nên tầm ảnh hưởng đối với họ. Ở một vài trường hợp, ngôn ngữ không được áp dụng cho mục đích bên ngoài mà chỉ để giải trí hoặc vì thú vui cá nhân. Hơn nữa, giao tiếp ngôn ngữ còn giúp cá nhân hình dung về thế giới xung quanh mình và về chính mình, qua đó tác động đến cách diễn giải những nhận thức về sự kiện bên ngoài, cách phân loại các sự vật, cùng với cách tổ chức và liên hệ các ý tưởng với nhau.

### Phi ngôn ngữ

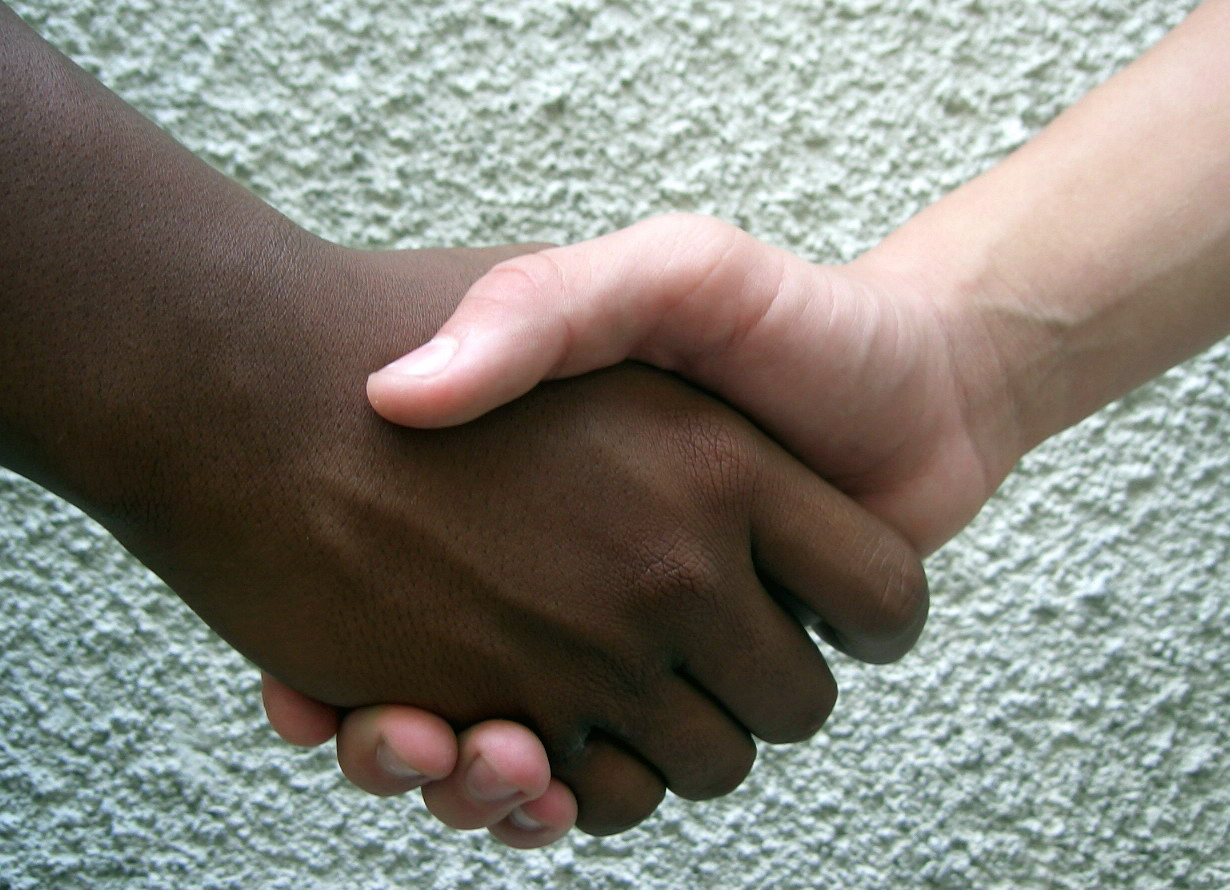
Bắt tay là một hình thức giao tiếp phi ngôn ngữ.

Giao tiếp phi ngôn ngữ là sự trao đổi thông tin qua phương thức phi ngôn ngữ, ví dụ như biểu cảm khuôn mặt, cử chỉ và tư thế. Tuy vậy, không phải mọi hình thái hành vi phi ngôn ngữ nào cũng là giao tiếp phi ngôn ngữ. Một số nhà lý thuyết như Judee Burgoon cho rằng việc này phụ thuộc vào sự tồn tại một hệ thống mã hiệu chung trong xã hội để diễn giải ý nghĩa của hành vi phi ngôn ngữ. Giao tiếp phi ngôn ngữ có nhiều chức năng. Loại hình này thường chứa đựng thông tin về cảm xúc, thái độ, tính cách, quan hệ giữa người với người và suy nghĩ cá nhân.
Giao tiếp phi ngôn ngữ thường xảy ra một cách vô ý và vô thức, chẳng hạn như đổ mồ hôi hoặc đỏ mặt, nhưng cũng có một vài hình thái chủ ý và có ý thức như bắt tay hay giơ ngón cái. Nó thường diễn ra cùng lúc với giao tiếp ngôn ngữ và giúp tối ưu hóa cuộc trao đổi thông qua nhấn mạnh và minh họa hoặc bổ sung thông tin. Dấu hiệu phi ngôn ngữ có thể làm rõ ý định đằng sau một thông điệp ngôn ngữ. Việc áp dụng nhiều tình thái giao tiếp theo hướng này thường làm cho giao tiếp trở nên hiệu quả hơn nếu thông điệp của mỗi tình thái có tính nhất quán. Song, có những tình huống mà nhiều tình thái khác nhau chứa thông điệp mâu thuẫn nhau. Ví dụ, một người có thể đồng ý với một phát biểu về mặt ngôn ngữ nhưng lại mím môi để thể hiện sự không đồng ý về mặt phi ngôn ngữ.
Có nhiều hình thái giao tiếp phi ngôn ngữ, bao gồm giao tiếp động học (kinesics), không gian giao tiếp, giao tiếp xúc giác (haptics), cận ngôn ngữ, nhận thức thời gian (chronemics) và vẻ ngoài cơ thể. Giao tiếp động học nghiên cứu vai trò của hành vi thân thể trong truyền đạt thông tin. Đây còn thường được gọi là ngôn ngữ cơ thể, mặc dù đó chính xác hơn không phải là ngôn ngữ mà là giao tiếp phi ngôn ngữ. Giao tiếp động học bao gồm nhiều hình thái như cử chỉ, tư thế, phong cách đi lại và nhảy múa. Những biểu cảm khuôn mặt như tươi cười, mỉm cười và cau mày đều thuộc về giao tiếp động học và là hình thái giao tiếp diễn cảm và linh hoạt. Nhãn giao học là một phạm trù con khác của giao tiếp động học liên quan đến đôi mắt, bao hàm các câu hỏi như tiếp xúc bằng mắt, cái nhìn chăm chú, tần suất chớp mắt và sự giãn đồng tử cấu thành nên bộ phận của giao tiếp như thế nào. Một số quy luật động học là bẩm sinh và vô điều kiện, ví dụ như chớp mắt, còn số khác là được học và có điều kiện, chẳng hạn như động tác chào quân đội.
Không gian giao tiếp tìm hiểu việc không gian cá nhân được sử dụng như thế nào trong giao tiếp. Khoảng cách giữa những người nói phản ánh mức độ quen biết và thân mật lẫn nhau cũng như địa vị xã hội của họ. Giao tiếp xúc giác khảo sát cách truyền tải thông tin qua hành vi tiếp xúc như bắt tay, nắm tay, hôn hay tát. Ý nghĩa gắn với giao tiếp xúc giác bao gồm chăm sóc, quan tâm, tức giận và bạo lực. Ví dụ, bắt tay thường được xem là biểu tượng của bình đẳng và công bằng, còn từ chối bắt tay có thể là dấu hiệu của việc hung hăng. Hôn là một hình thức khác thường dùng để thể hiện lòng yêu thương và sự gần gũi tình ái.
Cận ngôn ngữ bao hàm các yếu tố phi ngôn ngữ trong giọng nói khi truyền tải thông tin, thường được ứng dụng để bày tỏ cảm nghĩ và cảm xúc mà người nói có nhưng không được nêu ra tường minh trong phần ngôn ngữ của thông điệp. Cận ngôn ngữ không chú ý đến từ ngữ đang sử dụng mà là cách chúng được truyền đạt, qua những yếu tố như cách phát âm, kiểm soát đôi môi, nhịp điệu, cường độ, độ cao giọng, tính trôi chảy và độ to của âm. Chẳng hạn, nói một điều gì đó thật to với giọng cao thì truyền đạt ý nghĩa khác đi ở cấp độ phi ngôn ngữ so với khi nói thì thầm cùng những từ ngữ đó. Cận ngôn ngữ chủ yếu quan tâm đến ngôn ngữ nói nhưng còn bao gồm các khía cạnh của ngôn ngữ viết như việc sử dụng màu sắc và phông chữ cũng như sắp xếp không gian trong đoạn văn và bảng biểu. Âm thanh không thuộc về ngôn ngữ cũng có thể giúp truyền đạt thông tin; khóc lóc cho biết một trẻ sơ sinh đang kiệt sức, còn bập bẹ hàm chứa thông tin về sức khỏe và hạnh phúc của trẻ.
Nhận thức thời gian đề cập đến cách sử dụng thời gian, ví dụ như đến đúng giờ hay trễ giờ một cuộc gặp mang đến thông điệp gì. Vẻ ngoài cơ thể của người giao tiếp như chiều cao, cân nặng, kiểu tóc, màu da, giới tính, trang phục, hình xăm và khuyên tai cũng hàm chứa thông tin. Vẻ ngoài là một yếu tố quan trọng cho ấn tượng đầu tiên nhưng phần nào bị hạn chế khi xét về mặt phương thức giao tiếp do ít có khả năng thay đổi. Một số hình thức giao tiếp phi ngôn ngữ được hình thành qua tạo tác như trống đánh, khói, gậy chỉ huy, đèn giao thông và cờ.
Giao tiếp phi ngôn ngữ còn xuất hiện từ phương tiện thị giác như hội họa và tranh vẽ. Chúng thường thể hiện bề ngoài của một người hay đối tượng cũng như chuyển tải các ý tưởng và cảm xúc khác. Loại hình giao tiếp phi ngôn ngữ này nhiều khi được áp dụng chung với giao tiếp ngôn ngữ, chẳng hạn như khi sơ đồ hoặc bản đồ dùng chữ để cung cấp thêm thông tin ngôn ngữ.
Hầu hết nghiên cứu trước đây tập trung vào giao tiếp ngôn ngữ, nhưng xu hướng này bắt đầu chuyển dịch vào thập niên 1950 khi mối quan tâm nghiên cứu đến giao tiếp phi ngôn ngữ ngày càng tăng cùng với tầm quan trọng được nhấn mạnh. Ví dụ, dấu hiệu phi ngôn ngữ là cơ sở cho nhiều phán xét về bản chất và hành vi của người khác. Giao tiếp phi ngôn ngữ còn hiện diện trong hầu hết hành động giao tiếp ở mức độ nào đó và một vài bộ phận nhất định trong nó được hiểu theo kiểu phổ thông. Vì những lý do trên mà một số nhà lý thuyết truyền thông như Ray Birdwhistell cho rằng đa số ý nghĩ và thông tin được truyền đạt theo cách này. Ngoài ra cũng có ý kiến cho rằng giao tiếp ở người thực chất là phi ngôn ngữ và từ ngữ chỉ có thể thu được ngữ nghĩa nhờ giao tiếp phi ngôn ngữ. Những hình thức giao tiếp ở người sớm nhất như khóc hay bập bẹ đều là phi ngôn ngữ. Một số hình thái giao tiếp cơ bản xảy ra giữa mẹ với phôi thai ngay cả trước khi sinh, chứa đựng thông tin về dinh dưỡng và cảm xúc. Giao tiếp phi ngôn ngữ được nghiên cứu trong nhiều lĩnh vực ngoài nghiên cứu truyền thông như ngôn ngữ học, ký hiệu học, nhân loại học và tâm lý học xã hội.

### Liên cá nhân

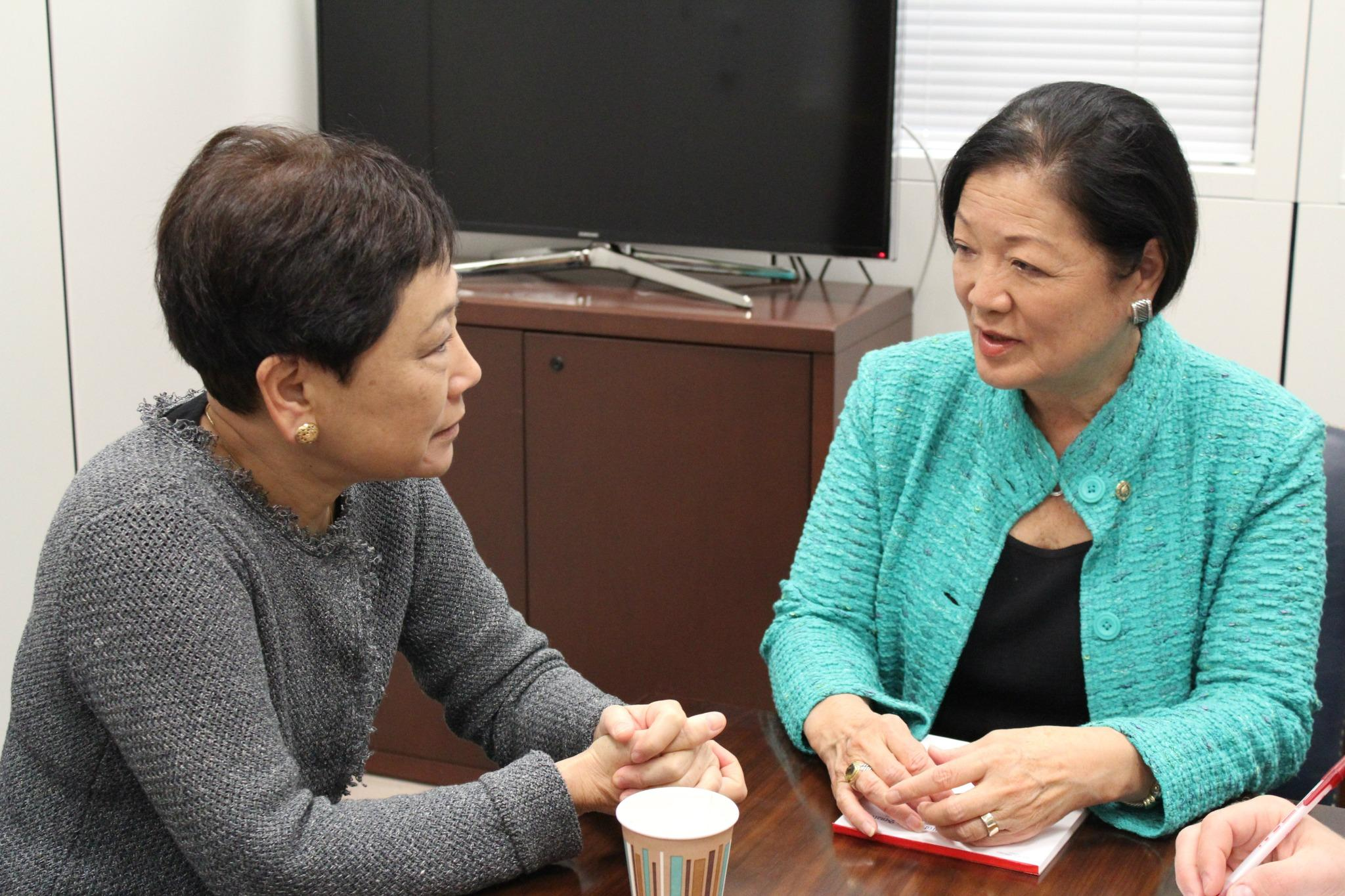
Kathy Matayoshi và Mazie Hirono đàm thoại tại Nhà Trắng, một ví dụ về giao tiếp liên cá nhân

Giao tiếp liên cá nhân là giao tiếp giữa nhiều người khác nhau. Hình thái điển hình nhất là giao tiếp giữa hai người, nhưng giao tiếp liên cá nhân cũng có thể chỉ giao tiếp giữa nhiều nhóm. Giao tiếp liên cá nhân có thể diễn ra có hoặc không theo kế hoạch và ở nhiều hình thức như chào hỏi ai đó, trong thỏa thuận lương bổng hoặc khi gọi điện thoại. Một số nhà lý thuyết truyền thông như Virginia M. McDermott xem giao tiếp liên cá nhân là một khái niệm mờ biểu thị ở nhiều mức độ. Ở góc nhìn này, một cuộc trao đổi có thể biến đổi tùy theo mức độ liên cá nhân dựa vào một vài yếu tố như có bao nhiêu người hiện diện và nó có xảy đến trực tiếp thay vì qua điện thoại hoặc email hay không. Một yếu tố khác liên quan đến mối quan hệ giữa những người giao tiếp với nhau: giao tiếp nhóm và giao tiếp đại chúng là những dạng giao tiếp liên cá nhân ít phổ biến hơn và một số nhà lý thuyết xem chúng là các hình thái phân biệt.
Giao tiếp liên cá nhân có thể là đồng bộ hoặc bất đồng bộ. Ở giao tiếp bất đồng bộ, các bên lần lượt gửi và nhận thông điệp lẫn nhau, chẳng hạn như trong trao đổi thư từ hoặc email. Đối với giao tiếp đồng bộ, cả hai bên gửi đi thông điệp cùng lúc. Giao tiếp đồng bộ xảy ra khi một người đang nói còn người kia đáp lại bằng cách gửi đi thông điệp phi ngôn ngữ để báo hiệu họ có đồng ý với những gì được nói hay không. Một số nhà lý thuyết truyền thông như Sarah Trenholm và Arthur Jensen tách bạch giữa thông điệp nội dung và thông điệp quan hệ. Thông điệp nội dung trình bày cảm nghĩ của người nói về chủ đề bàn luận, còn thông điệp quan hệ biểu lộ cảm nghĩ của người nói về quan hệ với những người tham gia khác.
Đã có nhiều lý thuyết được đề xuất về chức năng của giao tiếp liên cá nhân. Một số lý thuyết tập trung vào cách mà nó giúp mọi người thấu hiểu thế giới và tạo nên xã hội, trong khi số khác cho rằng mục đích chủ yếu của nó là nhằm am hiểu lý do mọi người hành động theo cách của mình và điều chỉnh hành vi của một người cho phù hợp. Một hướng tiếp cận mật thiết là tập trung vào thông tin và xem giao tiếp liên cá nhân là nỗ lực giảm bớt sự không chắc chắn về người khác và các sự kiện bên ngoài. Một số cách giải nghĩa khác hiểu giao tiếp liên cá nhân về mặt nhu cầu mà nó đáp ứng được, bao gồm nhu cầu thuộc về một nơi nào đó, được hòa nhập, được yêu thích, duy trì quan hệ và tác động hành vi của người khác. Ở cấp độ thực hành, giao tiếp liên cá nhân được ứng dụng vào phối hợp hành động của một người với hành động của người khác để hoàn thành công việc. Các chủ đề trong giao tiếp liên cá nhân bao gồm việc con người xây dựng, duy trì và từ bỏ các mối quan hệ qua giao tiếp như thế nào; vì sao người ta lựa chọn thông điệp này thay vì thông điệp khác và những thông điệp đó có tác động gì đến người giao tiếp cũng như quan hệ giữa họ. Một vấn đề khác nữa là làm sao dự đoán hai người có thích nhau hay không.

### Nội tâm

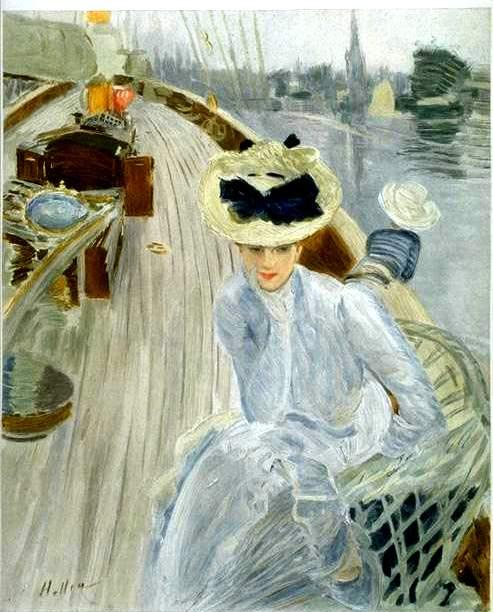
Bức họa Rêverie (Mơ mộng) năm 1901 của Paul César Helleu mô tả Alice Guérin. Mơ mộng là một hình thái giao tiếp nội tâm.

Giao tiếp nội tâm là giao tiếp với chính mình. Nó có thể biểu thị ra bên ngoài ở một số tình huống như tham gia độc thoại, tự ghi chép, đánh dấu một đoạn văn và viết nhật ký hoặc danh sách mua hàng. Song, nhiều hình thái giao tiếp nội tâm xảy ra ở bên trong dưới dạng trao đổi thầm kín với chính mình, ví dụ như suy nghĩ về một cái gì đó hoặc mơ mộng. Có liên hệ gần gũi với giao tiếp nội tâm là giao tiếp diễn ra bên trong một sinh vật dưới cấp độ cá nhân, chẳng hạn như trao đổi thông tin giữa các cơ quan hoặc tế bào lẫn nhau.
Giao tiếp nội tâm được kích thích từ các tác nhân bên trong và bên ngoài. Nó có thể diễn ra ở hình thức tự nghĩ đến một cụm từ trước khi trình bày ra ngoài, lên kế hoạch cho tương lai và xử lý cảm xúc để giữ bình tĩnh trong những tình huống căng thẳng. Giao tiếp nội tâm giúp kiểm soát hoạt động tâm thần và hành vi của bản thân cũng như tiếp thu chuẩn mực văn hóa và cách thức tư duy. Những hình thái ngoại tại của giao tiếp nội tâm có khả năng bổ trợ trí nhớ của một người trong nhiều trường hợp như lập danh sách mua hàng. Một ứng dụng khác là giải quyết những vấn đề khó như giải một phương trình toán học phức tạp theo từng bước. Tri thức mới cũng có thể được thu nhận theo cách này, chẳng hạn như tự lặp lại từ vựng mới vừa học. Vì những chức năng trên, giao tiếp nội tâm có thể xem là "một công cụ tư duy cực kỳ mạnh mẽ và lan tỏa".
Từ vai trò trong việc tự làm chủ bản thân, một số nhà lý thuyết nhận định giao tiếp nội tâm có tính cơ bản cao hơn giao tiếp liên cá nhân. Trẻ nhỏ đôi lúc dùng lời nói duy kỷ khi chơi đùa để cố tự hướng dẫn hành vi của chúng. Ở quan điểm này, giao tiếp liên cá nhân chỉ phát triển về sau trong cuộc đời khi trẻ đi từ góc độ vị kỷ lúc đầu sang góc độ có tính xã hội lớn hơn. Một cách giải thích khác cho rằng giao tiếp liên cá nhân có tính cơ bản cao hơn do được cha mẹ áp dụng để quản lý những gì con mình làm. Một khi đã học được, trẻ có thể vận dụng kỹ thuật này vào chính mình để kiểm soát hành vi của mình tốt hơn.

### Kênh giao tiếp
Để giao tiếp thành công, thông điệp cần phải di chuyển từ người gửi đến người nhận. Kênh giao tiếp là cách để đạt được điều này. Kênh giao tiếp không quan tâm đến nghĩa của thông điệp mà chỉ quan tâm đến phương thức truyền đạt nghĩa đó về mặt kỹ thuật. Kênh giao tiếp thường được hiểu về mặt giác quan dùng để nhận thức thông điệp, tức là nghe, thấy, ngửi, chạm và nếm. Nhưng theo nghĩa rộng hơn, kênh giao tiếp bao gồm bất kỳ hình thức truyền tải nào kể cả phương thức kỹ thuật như sách, dây cáp, sóng radio, điện thoại hay truyền hình. Thông điệp truyền tải tự nhiên thường nhanh chóng mất đi trong khi một số thông điệp qua kênh nhân tạo có thời gian tồn tại lâu hơn nhiều như trong trường hợp của sách và tác phẩm điêu khắc.
Đặc điểm vật lý của một kênh giao tiếp có tác động đến mã hiệu và dấu hiệu sử dụng được để truyền đạt thông tin. Chẳng hạn, cuộc gọi điện thoại điển hình chỉ có thể dùng ngôn ngữ và cận ngôn ngữ mà không có biểu cảm khuôn mặt. Thông điệp nhiều khi có thể dịch từ mã hiệu này sang mã hiệu kia để dành cho một kênh khác dùng khi cần. Một ví dụ là viết ra thông điệp lời nói hoặc diễn đạt nó bằng ngôn ngữ ký hiệu.
Sự truyền tải thông tin có thể diễn ra qua nhiều kênh cùng lúc. Chẳng hạn, giao tiếp trực tiếp thường kết hợp kênh âm thanh để truyền đạt thông tin ngôn ngữ với kênh trực quan để truyền tải thông tin phi ngôn ngữ bằng cử chỉ và biểu cảm khuôn mặt. Việc áp dụng nhiều kênh giao tiếp làm nâng cao hiệu quả của giao tiếp nhờ giúp cho người nhận hiểu tốt hơn về chủ đề. Lựa chọn kênh nào khi giao tiếp cũng là yếu tố quan trọng vì khả năng hiểu của người nhận có thể khác nhau tùy theo kênh giao tiếp đang dùng. Ví dụ, một giáo viên có thể quyết định trình bày một số thông tin bằng giọng nói và một số thông tin khác theo cách trực quan tùy theo nội dung và cách học mà học sinh yêu thích.

### Năng lực giao tiếp
Năng lực giao tiếp là khả năng giao tiếp hiệu quả hoặc chọn lựa hành vi giao tiếp phù hợp trong một tình huống cụ thể. Nó có liên quan đến việc cần nói những gì, khi nào nói và nói bằng cách nào. Năng lực giao tiếp còn bao gồm khả năng tiếp nhận và hiểu được thông điệp. Năng lực thường được phân biệt với hành hiện do năng lực có thể tồn tại ngay cả khi không được thực hành, còn hành hiện tức là hiện thực hóa năng lực đó. Tuy nhiên một số nhà lý thuyết không chấp nhận sự tồn tại mối tương phản rõ rệt, cho rằng hành hiện là phần có thể quan sát và được dùng để suy luận năng lực liên quan tới hành hiện sau này.
Hai thành tố cốt lõi của năng lực giao tiếp là độ hiệu quả và tính thích hợp. Độ hiệu quả là mức độ mà người nói đạt được kết quả mong muốn hoặc mức độ thu được kết quả ưa thích khác. Điều này có nghĩa là việc một hành vi giao tiếp có hiệu quả hay không không chỉ phụ thuộc vào kết quả thực tế mà còn ở ý hướng của người nói, tức là liệu kết quả đó có phải là cái mà người này muốn đạt được hay không. Vì lý do này, một số nhà lý thuyết đưa ra thêm yêu cầu rằng người nói phải có khả năng giải thích vì sao họ tham gia vào hành vi này thay vì hành vi khác. Hiệu quả có liên hệ mật thiết với hiệu suất, trong đó điểm khác biệt nằm ở chỗ hiệu quả là về đạt đến mục tiêu còn hiệu suất là về sử dụng ít nguồn lực (như thời gian, công sức và tiền bạc) trong quá trình đạt mục tiêu.
Tính thích hợp tức là hành vi giao tiếp phải đáp ứng các tiêu chuẩn và kỳ vọng của xã hội. Nhà lý thuyết truyền thông Brian H. Spitzberg định nghĩa đây là "tính chính đáng hoặc khả năng chấp nhận được của hành vi hoặc hành động trong một bối cảnh nhất định". Điều này có nghĩa là người nói cần nhận thức được ngữ cảnh xã hội và văn hóa để thích ứng và diễn đạt thông điệp theo cách được xem là chấp nhận được trong tình huống cụ thể đó. Chẳng hạn, để gửi lời từ biệt đến giáo viên, một học sinh có thể dùng câu "Em chào thầy" nhưng không thể dùng "Mình đi thôi cậu", một câu mà học sinh đó có thể dùng khi nói với bạn học. Hiệu quả và thích hợp tức là đạt được kết quả mong muốn của một người theo cách phù hợp với các tiêu chuẩn và kỳ vọng của xã hội. Một số cách định nghĩa về năng lực giao tiếp nhấn mạnh chủ yếu vào độ hiệu quả hoặc tính thích hợp trong khi số khác kết hợp cả hai yếu tố trên.
Nhiều thành phần khác cũng được cho là thành tố của năng lực giao tiếp gồm đồng cảm, sự kiểm soát, tính linh hoạt, tính nhạy cảm và tri thức. Năng lực giao tiếp thường được đề cập về mặt các kỹ năng riêng biệt được trang bị trong quá trình giao tiếp, tức là thành phần hành vi cụ thể cấu thành nên nó. Kỹ năng tạo lập thông điệp bao gồm đọc và viết. Chúng tương quan với kỹ năng thu nhận gồm nghe và đọc. Kỹ năng giao tiếp có cả kỹ năng ngôn ngữ và phi ngôn ngữ. Chẳng hạn, kỹ năng giao tiếp ngôn ngữ đòi hỏi sự thông hiểu một ngôn ngữ, bao gồm âm vị, chính tả, cú pháp, từ vựng và ngữ nghĩa.
Nhiều khía cạnh của đời sống con người lệ thuộc vào thành công trong giao tiếp, từ đảm bảo nhu cầu thiết yếu cho sự sinh tồn đến xây dựng và duy trì các mối quan hệ. Năng lực giao tiếp là yếu tố chủ chốt quyết định một người có khả năng đạt được mục tiêu của mình trong đời sống xã hội hay không, ví dụ như có sự nghiệp thăng tiến hay tìm được bạn đời thích hợp. Bởi lý do đó mà nó có tác động lớn đến phúc lợi của cá nhân. Thiếu năng lực giao tiếp có nguy cơ gây ảnh hưởng xấu cả ở cấp độ cá nhân và xã hội, bao gồm các vấn đề chuyên môn, học thuật và sức khỏe.
Rào cản đối với giao tiếp hiệu quả thường làm sai lệch thông điệp, dẫn đến giao tiếp thất bại và kéo theo hệ quả không mong muốn. Điều này có khả năng xảy ra nếu thông điệp được truyền tải không tốt do nó chứa thuật ngữ mà người nhận không thấy quen thuộc, hoặc do nó không liên quan đến nhu cầu của người nhận, hoặc do nó chứa quá ít hay quá nhiều thông tin. Sao nhãng, nhận thức có chọn lọc và thiếu chú ý đến phản hồi cũng có thể là nguyên nhân. Một yếu tố tiêu cực khác là tiếng ồn, có liên quan đến nhân tố làm bóp méo thông điệp trên đường đi tới người nhận. Tiếng răng rắc trong cuộc gọi điện thoại là một hình thái tiếng ồn. Diễn đạt tối nghĩa cũng có thể làm hạn chế hiệu quả của giao tiếp và khiến việc xử lý nhập nhằng giữa nhiều cách hiểu khác nhau trở nên cần thiết để nhận ra ý hướng của người gửi. Các cách hiểu đó còn tùy thuộc vào bối cảnh văn hóa của người tham gia. Khác biệt đáng kể về văn hóa là một rào cản khác làm thông điệp dễ bị hiểu sai.

## Các loài khác

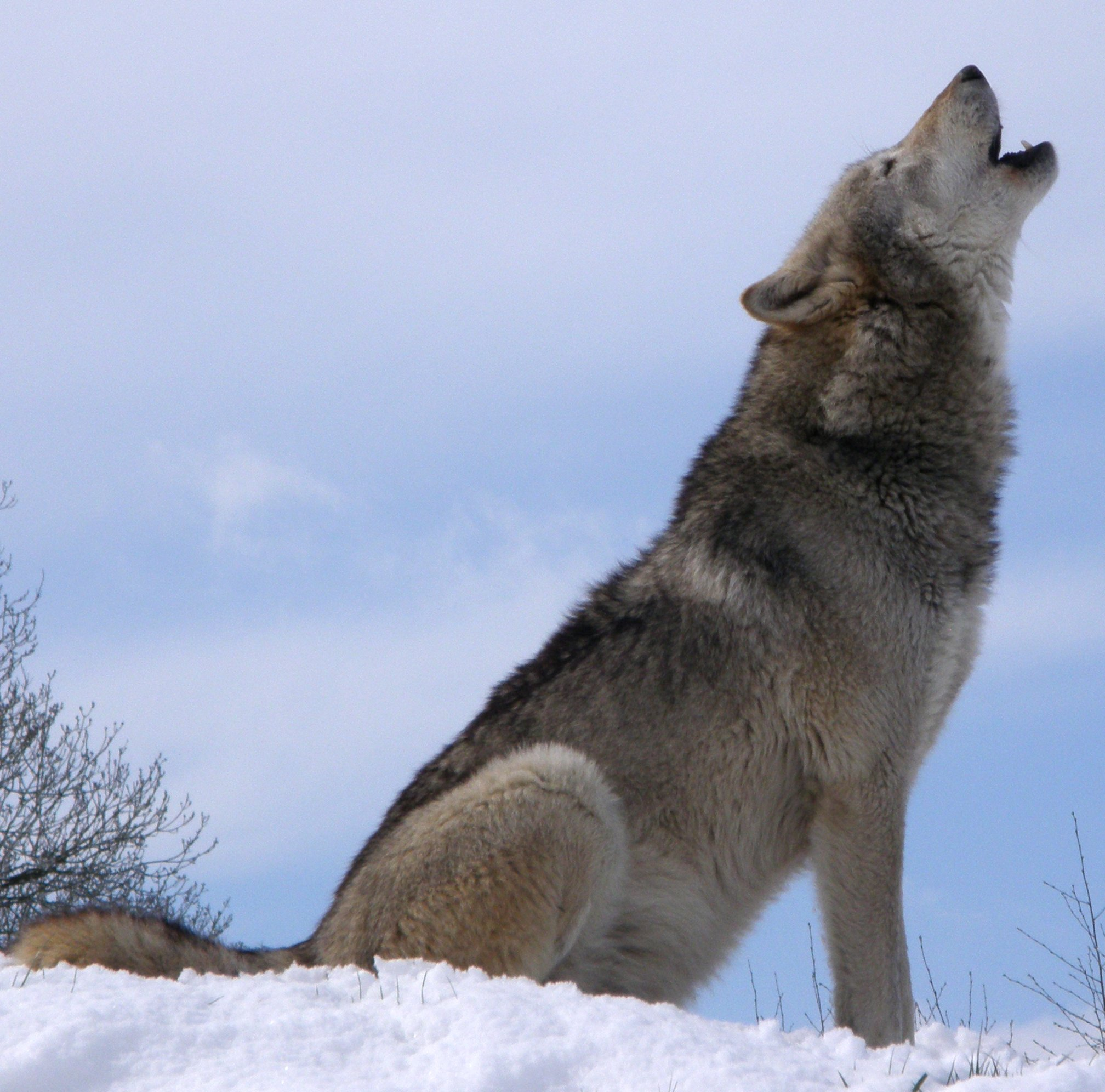
Sói giao tiếp qua tiếng hú.

Ngoài giao tiếp ở người, có nhiều hình thái giao tiếp khác hiện diện trong thế giới động vật và thực vật. Chúng được nghiên cứu ở các lĩnh vực như giao tiếp sinh học và ký hiệu học sinh học. Lĩnh vực này có những khó khăn hiện hữu trong xác định giao tiếp có đang diễn ra giữa hai cá thể hay không. Tín hiệu âm thanh thường dễ nhận biết và phân tích, nhưng sẽ khó hơn khi đánh giá liệu biến đổi về xúc giác hoặc hóa học có nên coi là tín hiệu giao tiếp thay vì là quá trình sinh học khác hay không.
Vì lý do này, các nhà nghiên cứu thường sử dụng các cách giải nghĩa về giao tiếp khác với thông thường một chút để thuận tiện cho việc nghiên cứu. Một giả định hay gặp về vấn đề này đến từ sinh học tiến hóa, cho rằng giao tiếp cần phải có lợi cho các bên về mặt chọn lọc tự nhiên. Hai nhà sinh học Rumsaïs Blatrix và Veronika Mayer định nghĩa giao tiếp là "sự trao đổi thông tin giữa các cá thể, trong đó cả bên ra tín hiệu và bên nhận cùng có lợi từ trao đổi đó". Theo góc nhìn này, cá thể gửi hưởng lợi nhờ làm ảnh hưởng hành vi của cá thể nhận và cá thể nhận hưởng lợi nhờ đáp lại tín hiệu gửi. Lợi ích đó tồn tại ở đa số trường hợp nhưng chưa chắc sẽ xuất hiện ở tất cả trường hợp. Theo đó, tín hiệu lừa dối cũng có thể hiểu là một hình thái giao tiếp. Một vấn đề với hướng tiếp cận về mặt tiến hóa là thường khó có thể đánh giá tác động của hành vi như vậy đối với chọn lọc tự nhiên. Một cách ràng buộc thực dụng phổ biến khác cho rằng cần thiết phải quan sát được phản hồi từ cá thể nhận ngay sau khi có tín hiệu khi đánh giá giao tiếp đã xảy ra hay chưa.

### Động vật
Giao tiếp ở động vật là quá trình cho và nhận thông tin tại động vật. Lĩnh vực nghiên cứu giao tiếp ở động vật được gọi là ký hiệu học động vật. Có nhiều điểm tương đồng giữa giao tiếp ở động vật và ở người, mà một trong số đó là việc con người và nhiều động vật bày tỏ đồng cảm nhờ bắt chước cử động và tư thế. Tuy vậy cũng có một vài điểm khác biệt quan trọng như ở chỗ con người còn tham gia giao tiếp ngôn ngữ trong khi giao tiếp ở động vật chỉ bao gồm giao tiếp phi ngôn ngữ. Một số nhà lý thuyết đã cố gắng phân biệt giao tiếp ở người và ở động vật trên cơ sở rằng giao tiếp ở động vật được cho là không có chức năng tham chiếu và vì vậy không thể có liên hệ gì đến hiện tượng bên ngoài. Song, nhiều quan sát dường như cho thấy mâu thuẫn với góc nhìn này, ví dụ như tín hiệu cảnh báo những loại thú săn mồi từ khỉ vervet, cầy thảo nguyên Gunnison và sóc đỏ. Một hướng tiếp cận khác nữa là phân biệt thông qua sự phức tạp của ngôn ngữ loài người, nhất là khả năng gần như vô hạn trong việc kết hợp các đơn vị ngữ nghĩa cơ bản thành cấu trúc ngữ nghĩa phức tạp hơn. Một quan điểm cho rằng đệ quy là cái tách bạch ngôn ngữ loài người với tất cả hệ thống giao tiếp phi con người khác. Một điểm khác biệt nữa là giao tiếp ở người thường gắn liền với ý hướng gửi đi thông tin có ý thức, cái thường không thể phân biệt được đối với giao tiếp ở động vật. Bất chấp những điểm khác biệt trên, một số nhà lý thuyết sử dụng thuật ngữ "ngôn ngữ động vật" để chỉ các quy luật giao tiếp nhất định trong hành vi của động vật tương đồng ở mức độ nào đó với ngôn ngữ loài người.

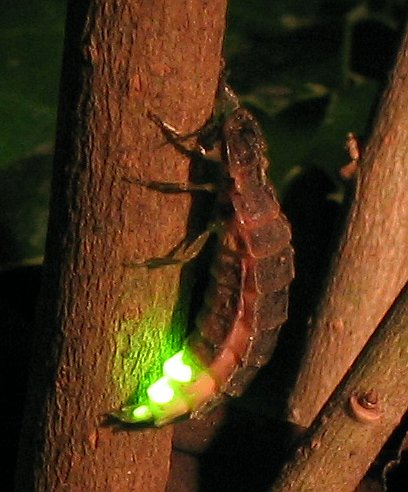
Nhiều loài đom đóm, chẳng hạn như Lampyris noctiluca, giao tiếp với ánh sáng để thu hút bạn tình.

Giao tiếp ở động vật bao gồm đa dạng các hình thái như giao tiếp qua thị giác, thính giác, xúc giác, khứu giác và vị giác. Giao tiếp thị giác xảy ra ở hình thức cử động, cử chỉ, biểu cảm và màu sắc, chẳng hạn như cử động trong nghi thức giao phối, màu sắc của chim và ánh sáng có nhịp điệu của đom đóm. Giao tiếp thính giác diễn ra qua phát âm từ các loài như chim, linh trưởng và chó. Tín hiệu âm thanh thường được dùng để báo động. Hệ thống sống bậc thấp thường có quy luật phản hồi thông điệp âm thanh đơn giản, phản ứng bằng cách tiến gần hoặc tránh xa. Động vật bậc cao có quy luật phản hồi phức tạp hơn khi chúng có thể dùng tín hiệu khác nhau cho các loại thú săn mồi và phản hồi khác nhau. Chẳng hạn, một vài linh trưởng dùng một tập tín hiệu cho thú săn mồi bay và một tập tín hiệu khác cho thú săn mồi trên cạn. Giao tiếp xúc giác xảy đến qua tiếp xúc, rung động, vuốt ve, chà xát hay sức ép, có vai trò đặc biệt quan trọng cho quan hệ giữa bố mẹ với con, tán tỉnh, chào xã giao và tự vệ. Giao tiếp khứu giác và vị giác lần lượt diễn ra về mặt hóa học thông qua mùi và vị.
Có những điểm khác biệt lớn giữa các loài liên quan đến việc giao tiếp có chức năng gì, giao tiếp được thực hiện đến đâu và hành vi nào được dùng để giao tiếp. Các chức năng phổ biến bao gồm tán tỉnh và giao phối, quan hệ giữa bố mẹ và con non, quan hệ xã giao, điều hướng, tự vệ và tính lãnh thổ. Một bộ phận trong tán tỉnh và giao phối chủ yếu gồm nhận diện và thu hút bạn tình tiềm năng qua đa dạng phương thức. Châu chấu và dế mèn giao tiếp âm thanh bởi tiếng kêu, bướm đêm lệ thuộc vào phương thức hóa học nhờ tiết ra pheromone, và đom đóm gửi đi thông điệp thị giác bằng ánh sáng chớp ra. Đối với một số loài, con non phụ thuộc vào bố mẹ để sống sót. Một chức năng cốt lõi của giao tiếp giữa bố mẹ với con non là để chúng nhận ra lẫn nhau. Trong một vài trường hợp, bố mẹ còn có khả năng hướng dẫn được hành vi của con non.
Động vật xã hội như tinh tinh, bonobo, sói và chó tham gia nhiều hình thái giao tiếp khác nhau để bày tỏ cảm nghĩ và xây dựng quan hệ. Giao tiếp hỗ trợ cho điều hướng nhờ giúp động vật di chuyển qua môi trường của chúng theo cách có mục đích, ví dụ như định vị thức ăn, tránh kẻ thù và lần theo động vật khác. Ở dơi, sự điều hướng diễn ra nhờ tiếng vang, tức là gửi đi tín hiệu âm thanh và xử lý thông tin từ âm thanh dội lại. Ong là một trường hợp đề cập phổ biến khác ở khía cạnh này do chúng thực hiện một loại vũ điệu để chỉ báo cho ong khác rằng hoa nằm ở đâu. Về mặt tự vệ, giao tiếp được dùng để cảnh báo cá thể khác và đánh giá xem có thể tránh được một cuộc chiến tai hại hay không. Một chức năng khác của giao tiếp là đánh dấu và kiểm soát vùng lãnh thổ dùng cho ăn mồi và giao phối. Chẳng hạn, một số chim đực chiếm lấy bờ giậu hoặc một phần thảo điền bằng cách lấy tiếng hót để không cho con đực khác lại gần và thu hút con cái.
Hai lý thuyết cạnh tranh nhau trong nghiên cứu giao tiếp ở động vật là lý thuyết bẩm sinh và lý thuyết nuôi dưỡng. Xung đột giữa chúng liên quan đến việc giao tiếp ở động vật được lập trình sẵn vào gen dưới dạng thích nghi thay vì được học từ kinh nghiệm trước đó dưới dạng phản xạ có điều kiện tới mức độ nào. Ở cấp độ được học, giao tiếp ở động vật thường diễn ra qua ấn tượng, tức là một hình thái học tập vốn chỉ duy trì trong một giai đoạn nhất định và về sau gần như không thể đảo ngược.

### Thực vật, nấm và vi khuẩn
Giao tiếp ở thực vật chỉ các quy trình trong thực vật liên quan đến gửi và nhận thông tin. Lĩnh vực nghiên cứu giao tiếp ở thực vật được gọi là ký hiệu học thực vật. Lĩnh vực này nảy sinh những khó khăn khác với các nhà nghiên cứu do thực vật khác với con người và các loài động vật khác ở chỗ chúng không có hệ thần kinh trung ương và có thành tế bào cứng. Thành tế bào này làm hạn chế chuyển động và thường khiến thực vật không thể gửi và nhận những tín hiệu phụ thuộc vào sự di chuyển nhanh. Tuy nhiên có một số điểm giống nhau do thực vật cũng phải chịu nhiều thử thách giống như động vật, chẳng hạn như tìm kiếm tài nguyên, tránh thú săn mồi và mầm bệnh, tìm cá thể ghép đôi và đảm bảo con non sinh tồn. Nhiều trong số phản ứng tiến hóa đối với những thử thách trên tương đồng như ở động vật nhưng được thực thi bằng phương thức khác với động vật. Một điểm khác biệt cốt yếu là giao tiếp hóa học phổ biến hơn rất nhiều ở thế giới thực vật, tương phản với tầm quan trọng của giao tiếp thị giác và âm thanh ở động vật.

Các bước trong giao tiếp ở thực vật

Ở thực vật, thuật ngữ hành vi thường không được định nghĩa về mặt chuyển động vật lý như ở động vật mà là phản ứng sinh hóa với một kích thích. Phản ứng này phải diễn ra trong thời gian tương đối ngắn so với vòng đời của thực vật đó. Giao tiếp là một hình thái hành vi đặc biệt có liên quan đến truyền đạt thông tin từ bên gửi đến bên nhận. Nó được phân biệt với các loại hành vi khác như phản ứng tự vệ và thụ cảm đơn thuần. Tương tự như lĩnh vực giao tiếp ở động vật, các nhà nghiên cứu giao tiếp ở thực vật thường yêu cầu tiêu chí bổ sung rằng cần có phản hồi phía bên nhận ở dạng nào đó và hành vi giao tiếp cần có lợi cho cả bên gửi lẫn bên nhận. Nhà sinh học Richard Karban tách bạch ba bước trong giao tiếp ở thực vật: sự phát ra dấu hiệu từ bên gửi, sự thu nhận dấu hiệu bởi bên nhận và phản hồi của bên nhận. Đối với giao tiếp ở thực vật, việc phát ra dấu hiệu có chủ ý đến đâu không quan trọng, nhưng bên nhận cần có khả năng bỏ qua tín hiệu đó. Tiêu chí này có thể dùng để phân biệt phản ứng với tín hiệu xuất phát từ cơ chế phòng vệ trước những thay đổi không mong muốn như nóng gắt.
Giao tiếp ở thực vật diễn ra ở nhiều hình thức khác nhau. Một trong số đó là giao tiếp bên trong thực vật, tức là bên trong tế bào thực vật và giữa nhiều tế bào thực vật, giữa nhiều thực vật cùng loài hoặc các loài họ hàng gần, và giữa thực vật với sinh vật không phải thực vật, đặc biệt là tại vùng rễ. Một hình thức giao tiếp đáng chú ý là qua hợp chất hữu cơ dễ bay hơi (VOC) trong không khí. Chẳng hạn, cây phong thoát ra VOC khi bị động vật ăn cỏ tấn công để cảnh báo thực vật lân cận, sau đó chúng phản ứng lại bằng cách điều chỉnh cơ chế phòng vệ. Một hình thức giao tiếp khác giữa thực vật với thực vật xảy đến nhờ nấm rễ cộng sinh. Nấm này hình thành nên những mạng lưới dưới đất, gọi thông tục là Wood-Wide Web, kết nối rễ của nhiều cá thể thực vật khác nhau. Những cá thể đó sử dụng mạng lưới để gửi thông điệp lẫn nhau nhằm cảnh báo sắp có sinh vật gây hại tấn công và hỗ trợ chuẩn bị cơ chế phòng vệ của chúng.
Giao tiếp cũng có thể quan sát được ở nấm và vi khuẩn. Một số loài nấm giao tiếp bằng cách tiết ra pheromone ra môi trường bên ngoài. Những chất này được dùng để thúc đẩy tương tác tình dục ở nhiều loài nấm thủy sinh chẳng hạn. Một hình thức giao tiếp giữa vi khuẩn với nhau được gọi là cảm ứng mật độ, diễn ra nhờ sự phát ra các phân tử giống nội tiết tố để vi khuẩn khác dò tìm và phản hồi lại. Quá trình này được áp dụng để quan trắc môi trường vi khuẩn khác và điều phối phản hồi ở phạm vi quần thể thông qua thụ cảm mật độ vi khuẩn và điều hòa biểu hiện gen cho phù hợp, chẳng hạn. Cảm ứng phát quang sinh học và sự hình thành màng sinh học là hai trong các phản hồi khác có khả năng xảy ra.

### Khác loài
Phần lớn giao tiếp diễn ra giữa các cá thể trong một loài dưới dạng giao tiếp cùng loài. Đó là do mục đích của giao tiếp thường là cộng tác dưới hình thức nào đó. Quan hệ cộng tác được tạo nên đa phần trong cùng một loài trong khi các loài khác nhau thường xung đột lẫn nhau qua cạnh tranh tài nguyên. Tuy nhiên cũng có một số hình thức giao tiếp khác loài, vốn xuất hiện đặc biệt nhiều trong quan hệ cộng sinh và ít hơn cả đối với quan hệ ký sinh hoặc quan hệ thú săn mồi và con mồi.

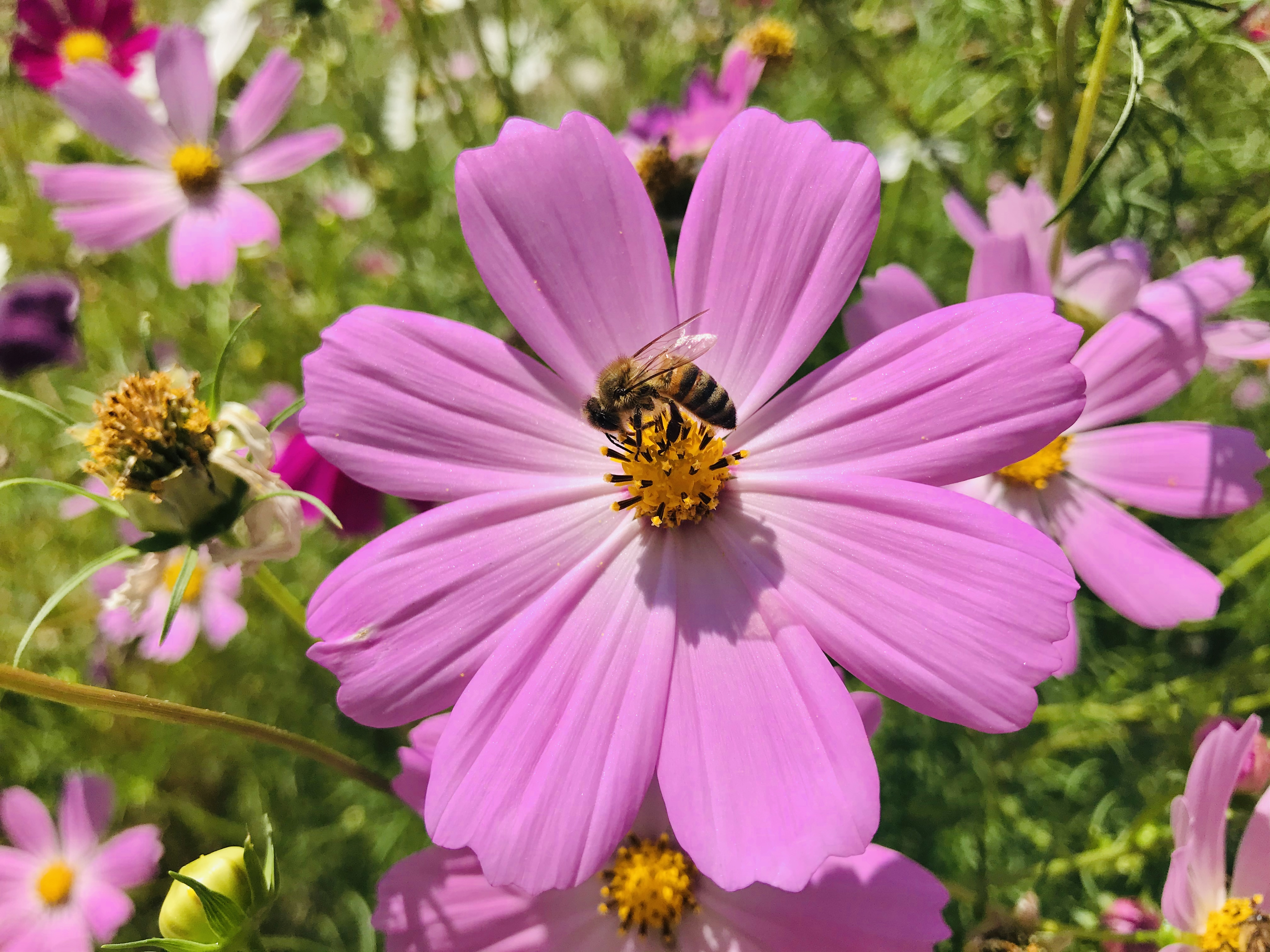
Một con ong mật đậu trên hoa sao nhái. Nhiều loài hoa sử dụng màu sắc sặc sỡ để báo hiệu côn trùng rằng chúng đem đến thức ăn như mật hoa.

Giao tiếp khác loài đóng vai trò then chốt đối với thực vật phụ thuộc vào tác nhân bên ngoài để sinh sản. Ví dụ, hoa cần côn trùng để thụ phấn và lấy tài nguyên như mật hoa hay món thưởng khác đáp lại. Chúng dùng giao tiếp để báo hiệu mối lợi và thu hút côn trùng ghé thăm bằng cách lấy màu sắc đặc trưng và hình dạng đối xứng để trở nên nổi bật so với hoa khác xung quanh. Loại hình quảng bá này là cần thiết bởi hoa phải cạnh tranh lẫn nhau để có côn trùng đi tới. Nhiều thực vật ăn quả lệ thuộc vào giao tiếp giữa thực vật và động vật để phát tán hạt giống và chuyển chúng sang nơi thuận lợi. Theo đó, thực vật cho trái cây chứa nhiều dinh dưỡng đến động vật, sau đó chúng ăn hết cả quả cùng với hạt giống rồi bài tiết hạt ra một nơi khác. Giao tiếp làm nhiều động vật nhận thức được quả nằm ở đâu và đã chín hay chưa. Ở nhiều loại quả, giao tiếp xuất hiện thông qua màu sắc: chúng ban đầu có màu lục khó thấy cho đến khi chín muồi và có màu sắc mới tương phản về mặt thị giác với môi trường. Một ví dụ khác về giao tiếp khác loài là trong quan hệ giữa kiến và thực vật. Trường hợp này có liên quan tới việc lựa chọn hạt giống của kiến cho vùng tương tác hỗ trợ với thực vật biểu sinh (ant garden) và sự cắt tỉa thảm thực vật ngoại sinh cũng như bảo vệ thực vật từ kiến chẳng hạn.
Một số loài động vật cũng tham gia vào giao tiếp khác loài như động vật liên họ Người, cá voi, cá heo, voi và chó. Một ví dụ là các loài khỉ khác nhau sử dụng chung tín hiệu để cộng tác khi bị cùng một thú săn mồi đe dọa. Con người tham gia giao tiếp khác loài khi tương tác với vật cưng và súc vật lao động. Chẳng hạn, tín hiệu âm thanh có vai trò trọng tâm trong giao tiếp với chó. Chó có thể học phản ứng với nhiều mệnh lệnh đa dạng như "ngồi xuống" và "lại đây". Chúng thậm chí còn có thể được huấn luyện để phản hồi mệnh lệnh ngắn được kết hợp theo cú pháp như "mang theo X" hoặc "đưa X vào hộp". Chúng cũng phản ứng lại cao độ và tần số giọng nói con người để nhận diện cảm xúc, ưu thế và sự bất định. Chó sử dụng nhiều quy luật hành vi để truyền đạt cảm xúc từ chúng đến con người liên quan tới tính hung hăng, sợ sệt và hay đùa chẳng hạn.

## Máy tính

Ví dụ về giao tiếp máy tính: modem đóng vai trò là máy phát và vật nhận còn mạng điện thoại công cộng dùng làm hệ thống truyền tin.

Giao tiếp máy tính quan tâm đến trao đổi dữ liệu giữa nhiều máy tính hoặc thiết bị tương tự. Để việc này khả thi thì các thiết bị này phải được kết nối qua một hệ thống truyền tin tạo thành mạng lưới. Trong đó, cần có một máy phát để gửi đi thông điệp và một vật nhận để thu nhận chúng. Một máy tính cá nhân có thể sử dụng modem làm máy phát để gửi thông tin đến máy chủ qua hệ thống truyền tin là mạng điện thoại công cộng. Máy chủ đó có thể lấy modem làm vật nhận. Để truyền tải dữ liệu, trước hết dữ liệu này phải được chuyển đổi thành tín hiệu điện. Kênh giao tiếp dùng cho truyền tải có thể là analog hoặc kỹ thuật số và được đặc trưng bởi các thuộc tính như băng thông và độ trễ.
Có nhiều dạng mạng máy tính, trong đó được đề cập phổ biến nhất là LAN và WAN. LAN là mạng cục bộ, tức là mạng máy tính bên trong một khu vực hạn chế, thường với khoảng cách dưới một kilômét. Một ví dụ là khi kết nối hai máy tính trong cùng một ngôi nhà hay tòa nhà văn phòng. LAN thường được thiết lập bằng kết nối có dây như Ethernet hoặc kết nối không dây như Wi-Fi. Ngược lại, WAN là mạng diện rộng bao phủ nhiều khu vực địa lý rộng lớn, ví dụ như internet. Loại mạng này phức tạp hơn và có thể sử dụng nhiều nút kết nối trung gian để chuyển giao dữ liệu giữa các đầu mút lẫn nhau. Một số dạng mạng máy tính khác gồm PAN (mạng khu vực cá nhân), CAN (mạng khu vực trường học) và MAN (mạng khu vực đô thị).
Để giao tiếp máy tính thành công, các thiết bị liên quan cần tuân theo một tập hợp quy tắc quản lý việc trao đổi, gọi là giao thức truyền thông. Giao thức truyền thông quan tâm đến nhiều khía cạnh của việc trao đổi như định dạng thông điệp và cách phản hồi sự cố truyền tải. Chúng còn đề cập đến cách thức đồng bộ hai hệ thống với nhau, ví dụ như vật nhận xác định điểm đầu và điểm cuối của tín hiệu bằng cách nào. Dựa vào dòng chảy thông tin, hệ thống có thể được phân thành loại đơn công, bán song công và song công toàn phần. Đối với hệ thống đơn công, tín hiệu chỉ chuyển động theo một hướng duy nhất từ bên gửi đến bên nhận, chẳng hạn như trong radio, truyền hình cáp và màn hình hiển thị danh sách chuyến bay đến và đi tại sân bay. Hệ thống bán song công cho phép trao đổi hai chiều nhưng tín hiệu chỉ có thể chuyển động theo một hướng tại một thời điểm bất kỳ, ví dụ như máy bộ đàm và radio cảnh sát. Trong hệ thống song công toàn phần, tín hiệu có thể chuyển động ở cả hai hướng cùng lúc như trong điện thoại thông thường và internet. Dù là loại nào đi nữa, yếu tố quan trọng thường cần có để giao tiếp thành công là kết nối phải an toàn để đảm bảo dữ liệu đang truyền chỉ đi đến đúng nơi dự định mà không có sự ngăn chặn trái phép bởi một bên thứ ba. Một cách để có kết nối an toàn là sử dụng mật mã, một cơ chế thay đổi định dạng của thông tin truyền đi khiến bên ngăn chặn tiềm tàng không thể hiểu được thông tin đó.
Giao tiếp người–máy là một lĩnh vực mật thiết quan tâm đến các chủ đề như cách thức con người tương tác với máy tính và trao đổi dữ liệu dưới dạng đầu vào và đầu ra. Sự trao đổi diễn ra thông qua giao diện người dùng, trong đó bao gồm phần cứng dùng để tương tác với máy tính như chuột, bàn phím và màn hình cùng với phần mềm được sử dụng trong quá trình trao đổi. Về phía phần mềm, hầu hết giao diện người dùng ban đầu là giao diện dòng lệnh mà ở đó người dùng phải nhập câu lệnh để tương tác với máy tính. Đa số giao diện người dùng hiện đại là giao diện đồ họa người dùng như Microsoft Windows và macOS mà người không có chuyên môn thường dễ dàng sử dụng. Chúng bao gồm các yếu tố đồ họa mà qua đó người dùng có thể tương tác với máy tính, thường được thiết kế qua một quan niệm gọi là skeuomorphism để làm cho khái niệm mới trở nên quen thuộc và đẩy nhanh việc thông thạo qua sự bắt chước đối tượng giao diện ngoài đời thực. Biểu tượng thư mục máy tính điển hình và thùng rác dùng cho việc xóa tập tin là những ví dụ về yếu tố đồ họa loại này. Một mục tiêu trong thiết kế giao diện người dùng là đơn giản hóa tương tác với máy tính để chúng trở nên thân thiện và dễ tiếp cận đến người sử dụng cũng như gia tăng hiệu suất làm việc.

## Nghiên cứu truyền thông
Nghiên cứu truyền thông, còn gọi là khoa học giao tiếp hay nghiên cứu giao tiếp, là bộ môn học thuật nghiên cứu về giao tiếp. Bộ môn này có quan hệ gần gũi với ký hiệu học. Một điểm khác biệt là nghiên cứu truyền thông chú ý nhiều hơn vào các vấn đề kỹ thuật liên quan đến cách gửi, nhận và xử lý thông điệp, còn ký hiệu học giải quyết các vấn đề trừu tượng hơn gắn liền với nghĩa và cách ký hiệu thu nhận nghĩa. Nghiên cứu truyền thông có độ bao phủ rộng rãi chồng chéo với các bộ môn khác như sinh học, nhân loại học, tâm lý học, xã hội học, ngôn ngữ học, truyền thông học và báo chí.
Nhiều đóng góp trong lĩnh vực nghiên cứu truyền thông tập trung vào phát triển các mô hình và lý thuyết về giao tiếp. Mô hình truyền thông hướng đến mô tả tổng quát các thành phần chính của giao tiếp một cách đơn giản. Lý thuyết truyền thông cố gắng đưa ra những khuôn khổ khái niệm để trình bày giao tiếp với sự suy xét đến tính phức tạp của nó một cách chính xác. Một số lý thuyết đề cập chủ yếu đến giao tiếp dưới hình thức nghệ thuật thực hành nói chuyện còn số khác khám phá vai trò của ký hiệu, kinh nghiệm, xử lý thông tin và mục tiêu xây dựng trật tự xã hội qua tương tác phối hợp. Nghiên cứu truyền thông còn quan tâm đến chức năng và hiệu quả của giao tiếp với các vấn đề như làm thế nào mà giao tiếp có thể thỏa mãn nhu cầu sinh lý và tâm lý, giúp xây dựng quan hệ và hỗ trợ tiếp nhận thông tin về môi trường, cá nhân khác và chính mình. Một chủ đề khác nữa có liên quan đến việc các hệ thống giao tiếp đã thay đổi thế nào theo thời gian và những thay đổi đó có tương quan gì với các biến đổi xã hội khác. Một chủ đề mật thiết tập trung vào các nguyên lý tâm lý làm cơ sở cho những thay đổi này và tác động từ chúng đến cách thức trao đổi ý tưởng của con người.
Giao tiếp được nghiên cứu sớm nhất từ thời Hy Lạp cổ đại. Những nguyên lý có tầm ảnh hưởng đầu tiên do Platon và Aristoteles phát triển, nhấn mạnh vào diễn thuyết trước công chúng và hiểu biết về tu từ học. Theo Aristoteles chẳng hạn, mục tiêu của giao tiếp là thuyết phục người nghe. Lĩnh vực nghiên cứu truyền thông chỉ trở thành bộ môn nghiên cứu riêng biệt vào thế kỷ 20, đặc biệt là từ sau thập niên 1940. Sự phát triển của các công nghệ giao tiếp mới như điện thoại, radio, báo in, truyền hình và internet đã có tác động lớn đến giao tiếp và nghiên cứu truyền thông.
Ngày nay, nghiên cứu truyền thông là một bộ môn phạm vi rộng. Một số tác phẩm trong đó cố gắng đưa ra mô tả tổng quát về giao tiếp theo nghĩa rộng nhất, còn số khác phân tích chi tiết một hình thái giao tiếp cụ thể. Nghiên cứu truyền thông bao gồm nhiều phân môn. Một số phân môn tập trung vào chủ đề rộng như giao tiếp liên cá nhân, giao tiếp nội tâm, giao tiếp ngôn ngữ và giao tiếp phi ngôn ngữ, còn số khác khảo sát giao tiếp trong một phạm vi nhất định nào đó. Giao tiếp trong tổ chức quan tâm đến giao tiếp giữa nhiều thành viên của tổ chức như đoàn thể, tổ chức phi lợi nhuận hoặc doanh nghiệp nhỏ. Điểm cốt lõi của giao tiếp trong tổ chức là sự điều phối hành vi của các thành viên khác nhau cũng như tương tác với khách hàng và công chúng. Những thuật ngữ có liên hệ mật thiết gồm có giao tiếp kinh doanh, truyền thông doanh nghiệp và truyền thông chuyên nghiệp. Truyền thông tiếp thị có yếu tố chính là quảng cáo và cũng bao hàm các hoạt động truyền thông khác nhằm thúc đẩy mục tiêu của tổ chức đến khán thính giả, ví dụ như quan hệ công chúng. Truyền thông chính trị gồm các chủ đề như chiến dịch tranh cử hướng đến cử tri và truyền thông lập pháp, ví dụ như thư gửi đại hội hoặc tài liệu ủy ban. Tuyên truyền và vai trò của truyền thông đại chúng là hai bộ phận thường được nhấn mạnh cụ thể trong truyền thông chính trị.
Giao tiếp đa văn hóa có liên quan đến cả giao tiếp trong tổ chức và chính trị do thường bao gồm việc trao đổi thông điệp giữa những người giao tiếp từ nhiều bối cảnh văn hóa khác nhau. Bối cảnh văn hóa này ảnh hưởng đến cách hình thành và hiểu nghĩa thông điệp và có thể là nguyên nhân gây ra hiểu lầm. Bối cảnh văn hóa còn có liên hệ với truyền thông phát triển, tức là việc sử dụng giao tiếp để hỗ trợ cho phát triển nói chung, chẳng hạn như viện trợ từ các nước thuộc thế giới thứ nhất sang thế giới thứ ba. Truyền thông sức khỏe quan tâm đến giao tiếp trong lĩnh vực y tế và các hoạt động nâng cao sức khỏe, với một trong những chủ đề chính là cách thức giao tiếp nên làm giữa nhân viên y tế như bác sĩ và y tá đối với bệnh nhân.

## Lịch sử
Lịch sử giao tiếp nghiên cứu về việc các quy trình giao tiếp tiến hóa và tương tác với xã hội, văn hóa và công nghệ như thế nào. Giao tiếp ở người có lịch sử trải qua hàng thiên niên kỷ và cách thức con người giao tiếp đã thay đổi đáng kể theo thời gian. Nhiều thay đổi trong số này bắt nguồn từ sự phát triển những công nghệ giao tiếp mới và có một vài tác động đến cách trao đổi ý tưởng ở con người. Các công nghệ giao tiếp mới thường yêu cầu những kỹ năng mới mà con người phải học để sử dụng một cách hiệu quả.
Ở phạm vi học thuật, lịch sử giao tiếp thường được chia thành nhiều thời kỳ dựa trên hình thái giao tiếp chủ đạo trong thời kỳ đó. Không có sự thống nhất về số lượng thời kỳ và các mốc thời gian phân chia chính xác. Trong số những thời kỳ này thường có thời kỳ nghe, viết và in ấn cùng với giao tiếp đại chúng điện tử và internet. Theo nhà lý thuyết truyền thông Marshall Poe, phương tiện truyền thông đại chúng chi phối mỗi thời kỳ có thể được mô tả theo một vài yếu tố như lượng thông tin có khả năng lưu trữ, thời gian duy trì, thời gian cần thiết để truyền tải thông tin và chi phí sử dụng. Poe nhận định các thời kỳ về sau thường bao gồm việc cải thiện một hoặc một số yếu tố nêu trên so với thời kỳ trước đó.
Ngôn ngữ ra đời cách đây khoảng 40.000 năm theo một số ước lượng khoa học, hoặc thậm chí được cho là đã hiện diện từ xa xưa hơn rất nhiều. Trước khi có ngôn ngữ, giao tiếp ở người giống với giao tiếp ở động vật và diễn ra thông qua càu nhàu, hò hét, cử chỉ và biểu cảm khuôn mặt. Nhờ ngôn ngữ mà con người thuở ban đầu có thể tự tổ chức và lập kế hoạch hiệu quả hơn. Ở những xã hội sớm nhất, ngôn ngữ nói là hình thức giao tiếp chủ yếu. Hầu hết tri thức được truyền đi qua lời nói, thường ở dạng câu chuyện hoặc châm ngôn. Hình thức này không tạo ra tri thức bền vững do nó phụ thuộc vào trí nhớ bất toàn của con người, khiến cho nhiều chi tiết bị thay đổi từ câu chuyện này sang câu chuyện khác và dẫn đến nhiều cách trình bày khác nhau. Xã hội dần dần lớn thêm từ khi con người bắt đầu ổn định cuộc sống và thành lập cộng đồng nông nghiệp, dẫn đến nhu cầu ghi chép ổn định về sở hữu đất đai và giao dịch thương mại ngày càng tăng. Từ nhu cầu này mà chữ viết được phát minh, nhờ đó có thể giải quyết được nhiều vấn đề phát sinh khi sử dụng giọng nói làm phương tiện giao tiếp duy nhất. Chữ viết đạt hiệu quả cao hơn hẳn trong việc lưu giữ tri thức và truyền lại kiến thức qua các thế hệ do không phụ thuộc vào trí nhớ con người. Một vài hình thức tiền-chữ viết nhất định đã được phát triển từ trước khi có chữ viết. Tiền-chữ viết gồm những dấu vết thấy được, tồn tại lâu dài dùng để lưu trữ thông tin, ví dụ như trang trí trên đồ gốm, nút thắt trên dây để lưu vết hàng hóa, hoặc con dấu để đánh dấu quyền sở hữu.

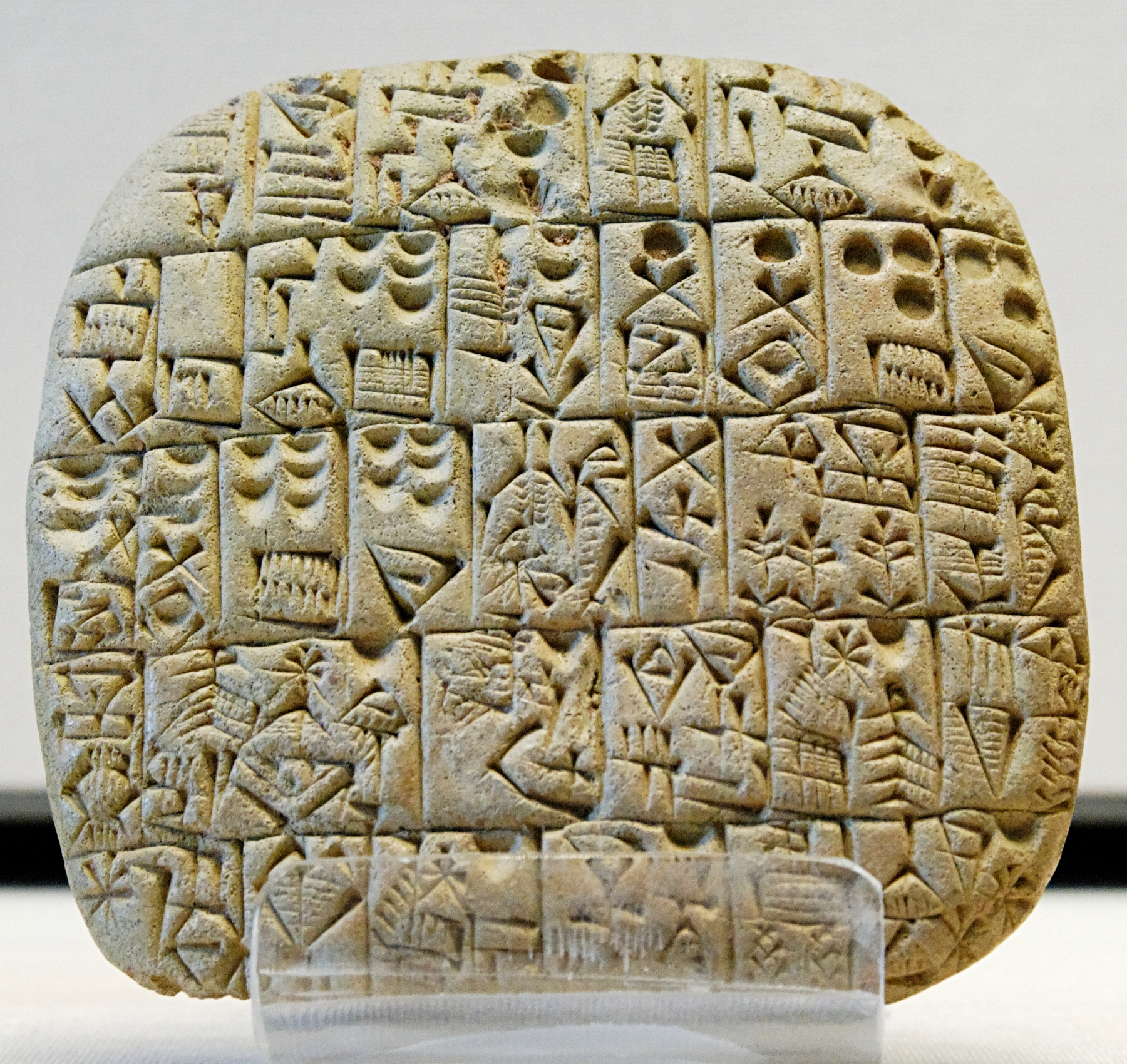
Hợp đồng mua bán khắc trên phiến đất sét bằng hệ chữ viết tiền-chữ hình nêm

Đa phần giao tiếp bằng chữ viết ban đầu diễn ra qua hình ngữ. Hình ngữ là biểu tượng đồ họa dùng để minh họa trực quan những đối tượng trong thế giới thực nhằm truyền đạt ngữ nghĩa. Việc sử dụng biểu tượng hình ngữ cơ bản tượng trưng cho những thứ như nông sản bắt đầu được thực hiện vào khoảng năm 9000 TCN và là khá phổ biến ở các nền văn hóa cổ đại. Hệ chữ viết phức tạp đầu tiên bao gồm hình ngữ được người Sumer phát triển vào khoảng năm 3500 TCN và được gọi là chữ hình nêm. Hình ngữ ngày nay vẫn còn được sử dụng nhiều, chẳng hạn như biển cấm hút thuốc hay biểu tượng giới tính nam và nữ ở cửa nhà vệ sinh. Một điểm bất lợi đáng kể của hệ chữ viết hình ngữ là chúng cần một lượng lớn biểu tượng để chỉ tất cả các đối tượng mà một người muốn nói đến. Vấn đề đó được giải quyết với sự hiện diện các hệ chữ viết khác. Ví dụ, biểu tượng trong hệ chữ viết theo bảng chữ cái không gắn với đối tượng cụ thể nào mà chỉ ứng với âm thanh dùng trong ngôn ngữ nói. Văn tự ngữ tố và văn tự biểu ý là hai trong các loại hệ chữ viết khác thời kỳ đầu. Một hạn chế của nhiều hình thái chữ viết ban đầu, chẳng hạn như phiến đất sét ghi chữ hình nêm, nằm ở chỗ chúng có tính di động không cao làm văn bản khó có thể vận chuyển từ nơi này sang nơi khác cho việc chia sẻ thông tin. Tình hình đó thay đổi với phát minh giấy cói của người Ai Cập khoảng năm 2500 TCN và chuyển biến tốt hơn nữa nhờ sự xuất hiện giấy da và giấy thường sau đó.
Cho đến những năm 1400 hầu như toàn bộ giao tiếp qua chữ viết đều là bằng viết tay, dẫn đến việc truyền tải thông tin bằng chữ viết trong xã hội bị hạn chế do chi phí cao trong việc sao chép văn bản bằng tay. Sự ra đời và đại chúng hóa của in hàng loạt bởi Johann Gutenberg vào giữa thế kỷ 15 đã tạo nên thay đổi nhanh chóng. In hàng loạt làm tăng nhanh số lượng phương tiện chữ viết lưu hành và cũng làm cho các hình thức tài liệu viết mới như báo in và tờ rơi trở nên phổ biến. Một tác dụng khác là khi khả năng tiếp cận tài liệu viết ngày càng cao thì tỉ lệ biết chữ của người dân cũng cải thiện đáng kể, từ đó hình thành nền tảng của nhiều cuộc cách mạng trong các lĩnh vực như khoa học, chính trị và tôn giáo.
Những khám phá khoa học vào thế kỷ 19 và 20 làm nên nhiều bước ngoặt lớn trong lịch sử giao tiếp. Hai trong số đó là phát minh điện báo và điện thoại, giúp việc truyền tải thông tin từ nơi này đến nơi khác trở nên nhanh hơn và dễ dàng hơn mà không cần đến vận chuyển tài liệu viết. Các hình thức giao tiếp trên ban đầu chỉ thực hiện được thông qua kết nối có dây. Sau này những phương thức truyền tải không dây bằng tín hiệu radio được tìm ra để việc tiếp cận rộng rãi trở nên khả thi, và từ đó radio sớm trở thành một trong những phương thức truyền thông đại chúng chủ đạo. Hàng loạt phát minh trong lĩnh vực nhiếp ảnh cho phép thu lại được hình ảnh trên màn ảnh, kéo theo điện ảnh và truyền hình ra đời. Giao tiếp không dây ngày càng được nhân rộng hơn nữa với sự xuất hiện của vệ tinh, qua đó tín hiệu radio và truyền hình có thể được phát đi đến các đài thu sóng trên khắp mọi nơi để phục vụ cho việc chia sẻ thông tin gần như ngay lập tức trên toàn cầu. Internet là cột mốc quan trọng tiếp theo trong lịch sử giao tiếp. Nhờ internet mà việc trao đổi ý tưởng, cộng tác và tiếp cận thông tin từ khắp nơi trên thế giới trở nên dễ dàng hơn bao giờ hết thông qua nhiều phương thức như website, email, mạng xã hội và cuộc họp video.